# Renat Janbaev
Renat Rudol'fovič Janbaev (in russo Ренат Рудольфович Янбаев?; Noginsk, 7 aprile 1984) è un ex calciatore russo, di ruolo difensore o centrocampista.

## Caratteristiche tecniche
È un giocatore duttile, che trova la sua collocazione ideale come terzino sinistro, ma che può giocare anche in posizione più avanzata e nella fascia opposta.

## Carriera

### Club
Inizia a giocare nella scuola calcio del CSKA Mosca dove rimane per otto anni. Dopo non essere riuscito a ritagliarsi un posto in prima squadra, passa nel 2003 all'Anži Machačkala, in Pervij divizion, e nel 2005 al Chimki, sempre in seconda serie.
Nel 2006 approda alla squadra della sua città natale, il Kuban' Krasnodar, appena promossa in Prem'er-Liga. Nel 2007 viene acquistato dalla Lokomotiv Mosca, con cui debutta in Coppa UEFA nella stagione 2007-2008, da cui la squadra è uscita nella fase a gironi.

### Nazionale
Con la Russia conta 12 presenze. È stato convocato per il campionato d'Europa 2008 dal Commissario tecnico Guus Hiddink, senza mai giocare.

## Palmarès

### Club

#### Competizioni nazionali
- Coppa di Russia: 2

Lokomotiv Mosca: 2014-2015, 2016-2017